# Англефор
Англефо́р (фр. Anglefort) — коммуна во Франции, расположенная в департаменте Эн региона Рона-Альпы.

## Географическое положение
Англефор лежит на высоте 251 м над уровнем моря, в 6 км к югу от Сеселя и в 24 к западу от города Анси. Деревня раскинулась в долине реки Рона на территории 29,26 км² между гор.

## История
Территория была заселена ещё во времена римлян. В XII веке здесь располагался приорат бенедиктинцев. В Средние века деревня являлась своеобразным небольшим государством.
Среди достопримечательностей коммуны замок Шато д’Англефор (XVIII век), развалины крепости Ла-Рошетт (XIII век), приходская церковь и руины приората XIV—XV вв., несколько домов зажиточных граждан.

## Население
Население коммуны на 2010 год составляло 994 человека.
| 1962 | 1968 | 1975 | 1982 | 1990 | 1999 | 2010 |
| ---- | ---- | ---- | ---- | ---- | ---- | ---- |
| 438  | 528  | 697  | 714  | 687  | 772  | 994  |

## Экономика и промышленность
Вплоть до XX века жители Англефора занимались преимущественно сельским хозяйством. И сегодня здесь выращивается виноград на склонах гор. Кроме того, есть несколько небольших фирм.
Деревня расположена на трассе D992, кроме того, это железнодорожная станция на отрезке Лион — Женева.